# Vladimir Jankélévitch
Vladimir Jankélévitch (Bourges, 31 de agosto de 1903 – Paris, 6 de junho de 1985) foi um filósofo e musicólogo francês.

## Biografia
Jankélévitch era filho de pais russos que haviam emigrado à França para fugir do antissemitismo russo. Seus pais, Anna Ryss e Samuel Jankélévitch, eram médicos formados em Montpellier. Seu pai foi um dos primeiros tradutores de Sigmund Freud na França, e também traduziu obras de Hegel, Schelling, Croce e Berdyaev.
Em 1922, começou a estudar filosofia na École Normale Supérieure em Paris, onde conheceu e teve aulas com Bergson. De 1927 a 1932, foi professor no Institut Français em Praga, onde escreveu seu doutorado sobre Schelling. Retornou à França em 1933, onde foi professor na Lycée du Parc em Lyon, e outras universidades, incluindo Toulouse e Lille. Na França de Vichy, perde sua nacionalidade francesa. Em 1941, aliou-se à Resistência Francesa. Após a guerra, em 1951, foi nomeado à cadeira de Filosofia Moral de Sorbonne, onde lecionou até 1978. Em 1958, participou na Faculdade de Letras da Universidade de Lisboa numa conferência sobre temas filosóficos.
Formou várias gerações, com seus temas morais e metafísicos, marcados por seu pensamento agnóstico, mas também com seus cursos monográficos, que traduziram-se em ensaios polêmicos, muito ricos em ideias literárias (citava muito, dentre outros, Tolstoi, Andreiev, e Bunin, pois seus pais sempre falaram russo em casa).
Recebeu também o título de doutor honoris causa da Université Libre de Bruxelles em 1965.